# Euprosopia producta
Euprosopia producta är en tvåvingeart som först beskrevs av Francis Walker 1861.
Euprosopia producta ingår i släktet Euprosopia och familjen bredmunsflugor. Inga underarter finns listade i Catalogue of Life.